# Odlotowa przygoda
Odlotowa przygoda (hiszp. Atrapa la Bandera, ang. Capture the Flag) – hiszpański film animowany z 2015 roku w reżyserii Enrique Gato.

## Obsada
- Dani Rovira – Richard Carson
- Michelle Jenner – Amy González
- Camillo García – Frank Goldwing
- Xavier Cassan – Bill Gags
- Oriol Tarrago – Igor
- Carme Calvell – Mike Goldwing
- Javier Balas – Marty Farr
- Toni Mora – Scott Goldwing
- Marta Barbara – Samantha Goldwing

### Wersja polska[1]
- Marek Moryc – Mike Goldwing
- Hubert Szczurek – Marty Farr

- Julia Siechowicz – Amy González

- Miłogost Reczek – Frank Goldwing

- Tomasz Steciuk – Richard Carson

- Waldemar Barwiński – Scott Goldwing
- Agnieszka Kunikowska – Samantha Goldwing